# ستارديو فالي
ستارديو فالي (بالإنجليزية: Stardew Valley)‏ هي لعبة فيديو من نوع تقمص الأدوار والمحاكاة طورها إريك براون المعروف باسم "ConcernedApe". تم إصدار اللعبة مبدئيًا لنظام التشغيل مايكروسوفت ويندوز في فبراير 2016، ثم لاحقًا على ماك أو إس، ولينكس، وبلاي ستيشن 4، وإكس بوكس ون، ونينتندو سويتش، وبلاي ستيشن فيتا، وآي أو إس، وأندرويد.
في وادي يدعا باسم Stardew Valley، يتحكم اللاعبون بشخصية تهروب من صخب المدينة، وتذهب إلى مزرعة جدهُ المتوفي في مكان يعرف باسم Stardew Valley. اللعبة مفتوحة، مما يسمح للاعبين بممارسة العديد من الأنشطة مثل زراعة المحاصيل وتربية الحيوانات وصناعة المنتجات والتعدين وبيع المنتجات والتواصل الاجتماعي مع سكان المدينة، بما في ذلك الزواج وإنجاب الأطفال. تسمح اللعبة أيضًا لما يصل إلى ثلاثة لاعبين آخرين باللعب سويًا عبر الإنترنت.
طور إريك اللعبة بنفسه على مدى أربع سنوات. كانت اللعبة مستوحاة بشكل كبير من سلسلة ألعاب الفيديو هارفست مون. اقترحت شركة تشوكليفيش مع بارون على نشر اللعبة، مما سمح له بالتركيز أكثر على إكمالها. حقق اللعبة نجاحًا تجاريًا كبيرًا، حيث باعت أكثر من 10 ملايين نسخة على جميع المنصات في عام 2020.

## اللعب
«ستارديو فالي» هي لعبة محاكاة زراعية مستوحاة بشكل أساسي من سلسلة ألعاب الفيديو الشهيرة «هارفست مون». في بداية اللعبة، ينشئ اللاعبون شخصية تصبح هي المستفيدة من قطعة أرض ومنزل صغير كان يملكه جدهم في بلدة صغيرة تدعى بلدة بيليكان تاون. ويسمح للاعبون بالاختيار من بين عدة أنواع مختلفة من المزارع، كل منها له سمة فريدة وفوائد وعيوب مختلفة. في بداية اللعب سوف يلاحظ اللاعب ان الأرض الزراعية مليئة بالأشجار والجذوع والأعشاب الضارة، ويتعين على اللاعب العمل على تطهيرها لإعادة تشغيل المزرعة.
يتفاعل اللاعبون مع شخصيات من غير اللاعبين تعيش في البلدة والانخراط معهم في علاقات اجتماعية؛ وقد يصل هذا إلى ذروته بالزواج، تدور شخصية اللاعب بشكل اساسي في رعاية المزرعة كما يستطيع اللاعبون ممارسة الصيد، والطبخ، والحرف، واستكشاف الكهوف المنتجة إجرائيا باستخدام المواد والخامات للتعدين أو الكائنات لمكافحتها. ويمكن للاعبين تحمل مختلف الطلبات لكسب أموال إضافية.
وتستخدم اللعبة تقويما مبسطا، حيث تحتوي السنة على أربعة أشهر مدة كل شهر منها 28 يوما.

## الاستقبال
| Reviews |        |
| --- | ------ |
| مجموع النقاط المجموع نقاط ميتاكريتيك 88/100 [ 7 ] نتائج المراجعة نشرة نقاط دستركتويد 9.5/10 [ 8 ] غيم إنفورمر 8.7/10 [ 9 ] غيم ريفولوشن [ 10 ] جاينت بومب [ 11 ] آي جي إن 8.8/10 [ 12 ] بي سي غيمر (المملكة المتحدة) 80/100 [ 13 ] بوليغون 9/10 [ 14 ] |        |
| مجموع النقاط |        |
| المجموع | نقاط   |
| ميتاكريتيك | 88/100 |
| نتائج المراجعة |        |
| نشرة | نقاط   |
| دستركتويد | 9.5/10 |
| غيم إنفورمر | 8.7/10 |
| غيم ريفولوشن | [ 10 ] |
| جاينت بومب | [ 11 ] |
| آي جي إن | 8.8/10 |
| بي سي غيمر (المملكة المتحدة) | 80/100 |
| بوليغون | 9/10   |

تلقت لعبة ستارديو فالي مراجعات إيجابية من النقاد والصحفيين. حيث قال جيسي سينجال الكاتب في بوسطن غلوب أن اللعبة كانت'مقنعة تماما' وقال انها قدمت للاعب العديد من الأنشطة والمهام للقيام بها دون الوقوع في دوامة من الأنشطة المتكررة.

### المبيعات
حققت لعبة Stardew Valley مبيعات باكثر من 400 الف نسخة عبر Steam وغوغ دوت كوم في غضون أول أسبوعين، واكتر من مليون في شهرين. ذكرت «فالف» أن «ستارديو فالي» كانت ضمن أفضل 24 لعبة مولد للدخل على ستيم خلال عام 2016.
وبحلول نهاية عام 2017، بلغت مبيعات ستارديو فالي أكثر من 3.5 مليون نسخة عبر جميع المنصات وفقا لشركة الأبحاث «سوبر داتا». كما كانت اللعبة الأكثر تنزيلا على «نينتندو» لعام 2017، على الرغم من إصدارها في أكتوبر/تشرين الأول من ذلك العام. وحققت إيرادات تجاوزت مليون دولار أمريكي خلال الأسابيع الثلاثة الأولى في «متجر تطبيقات أبل»، وبحلول ايلول (سبتمبر) 2021، وصلت المبيعات إلى 15 مليون نسخة عبر جميع المنصات.[76]

### الجوائز
| عام  | الجائزة                           | تصنيف                                    | نتيجة | مرجع          |
| ---- | --------------------------------- | ---------------------------------------- | ----- | ------------- |
| 2016 | جائزة جولدن جويستيك               | أفضل لعبة مستقلة                         | رُشِّح   | [ 20 ] [ 21 ] |
| 2016 | جائزة جولدن جويستيك               | لعبة العام على الكمبيوتر                 | رُشِّح   | [ 20 ] [ 21 ] |
| 2016 | جائزة جولدن جويستيك               | جائزة التقدم                             | فوز   | [ 20 ] [ 21 ] |
| 2016 | جوائز اللعبة 2016                 | أفضل لعبة مستقلة                         | رُشِّح   | [ 22 ] [ 23 ] |
| 2016 | Game Developers Choice Awards     | أفضل ظهور لأول مرة                       | رُشِّح   | [ 24 ]        |
| 2016 | مهرجان الألعاب المستقلة           | Seumas McNally Grand Prize               | رُشِّح   | [ 25 ]        |
| 2016 | SXSW Gaming Awards                | Most Promising New Intellectual Property | رُشِّح   | [ 26 ]        |
| 2016 | 13th British Academy Games Awards | أفضل لعبة                                | رُشِّح   | [ 27 ]        |

## وصلة خارجية
- ستارديو فالي على موقع IMDb (الإنجليزية)

الموقع الرسمي